# Тендитник, Надежда Степановна
Надежда Степановна Тендитник (7 марта 1922 года, город, Слюдянка, Иркутская область — 11 ноября 2003 года, Иркутск) — литературовед, критик, кандидат филологических наук, профессор. Член Союза писателей России (1989).

## Биография
Родилась 7 марта 1922 года в городе Слюдянке. В 1941 году Надежда Тендитник поступила на филологическое отделение историко-филологического факультета Иркутского государственного университета. После окончания университета работала два года литературным сотрудником в областной газете «Восточно-Сибирская правда». В аспирантуру Иркутского государственного университета поступила в 1947 году. Надежда Степановна защитила через 4 года кандидатскую диссертацию на тему: "Роман А. Серафимовича «Железный поток». В 1951—1954 годах Надежда Степановна Тендитник преподавала литературу в Иркутском институте иностранных языков. В Иркутском государственном университете Надежда Степановна работала на кафедре советской (сейчас — новейшей русской) литературы с 1954 года, потом стала в 1961 году первым заведующим кафедрой журналистики ИГУ.
Надежда Тендитник публиковалась в иркутской периодике, в журнале «Сибирь». Надежда Степановна писала о произведениях сибирских прозаиков: В. Г. Распутина, Д. Г. Сергеева, В. М. Шугаева, В. Мариной, И. Черемных. В дальнейшем эти работы составили её первую книгу «В битве за человеческие сердца» (1975). Название сборнику дала одноименная статья Н. С. Тендитник о творчестве А. В. Вампилова, которая была написана в 1972 году. Непросто складывалась судьба книги, в корректуре из неё была выброшена целая глава, посвящённая «Утиной охоте».
Первая книга Надежды Степановны Тендитник о Валентине Распутине «Ответственность таланта» вышла в 1978 году. В сборнике «Литературная Сибирь» С. Смирнов писал:

Основное достоинство книги «Ответственность таланта» в том, что произведения Распутина рассматриваются через призму личности самого писателя, его взглядов на мир.
В 1979 году была опубликована книга Н. С. Тендитник «Александр Вампилов».
В 1981 году вышла книга «Мастера», в которой Надежда Степановна объединила четыре литературных портрета: В. Г. Распутина, А. В. Вампилова, Д. Г. Сергеева и А. В. Зверева. В «Литературной газете» («Земля. Время. Слово», 6 окт.) московский критик Е. Скороспелова писала о «Мастерах»:

…в книге вообще довольно академичной по способам трактовки материала, — однако же ощущается непосредственное присутствие тех, о ком она пишет… Критик упоминала «свободу самовыражения» и «публицистический пафос в сочетании с основательностью…», а также «обеспеченность» критического анализа исчерпывающим знанием истории вопроса.
О Надежде Степановне, её кропотливости в работе, об эрудированности говорили многие. Анатолий Григорьевич Байбородин писал:

Благодаря своей фанатичной, до самоотречения, азартной работоспособности Надежда Степановна Тендитник была фундаментально и глубоко образованна, что подтвердит любой, кому доведётся общаться с ней.
Надежда Степановна Тендитник говорила:

Как это ни парадоксально, критике пришлось учиться у своих вчерашних учеников — А. Вампилова и В. Распутина… Они сыграли колоссальную роль в области обновления языка, в смене самого типа художественного мышления, в обращении к миру рядового, много выстрадавшего героя…
С 1975 по 1999 годы в городах Иркутске, Красноярске, Новосибирске и Москве вышло десять книг Н. С. Тендитник. Также помимо уже упомянутых были опубликованы книги: «Советская проза 1950—1970-х гг.» (1980), «Судьба Сибири — личная судьба» (1986), «Валентин Распутин» (1987), «Перед лицом правды» (1987), «Энергия писательского сердца» (1988), «Колокола тревоги» (1999).
В 1989 году Надежда Степановна Тендитник была принята в Союз писателей России. Н. С. Тендитник при Иркутской писательской организации возглавила секцию критики, руководила работой литературного объединения, участвовала в обсуждениях рукописей товарищей по перу, с лекциями на литературно-критические и образовательные темы выступала перед учителями, студентами и старшеклассниками.
Надежда Степановна в 1980-е и во второй половине 1990-х годах опубликовала цикл очерков о творчестве иркутских писателей: Р. В. Филиппова, А. Г. Румянцева, Анатолия Горбунова, Александра Семенова, Валентины Сидоренко, Ивана Комлева, о писателях русского зарубежья — Б. К. Зайцеве и И. С. Шмелеве. Н. С. Тендитник в эти годы печатала рецензии на новинки иркутской литературы.
В 1990-е годы Надежда Степановна обратилась к древнерусской литературе, появился цикл бесед, в котором рассматривались «Слово о Законе и Благодати», «Житие протопопа Аввакума», «Слово о погибели земли Русской», «Повесть временных лет».
С 1980-х годах Н. С. Тендитник занималась публицистикой. Надежду Степановну волновали проблемы экологии, сохранение памятников старины, образования, состояние театра. Тендитник Надежда Степановна была театральным критиком, автором рецензий на кинофильмы. В начале 1990-х годах ежемесячник «Литературный Иркутск» публиковал статьи Надежды Тендитник. В это время в городе Иркутске образовалось Общество духовного возрождения, Надежда Степановна была в нём лектором.
В 2000 году Н. С. Тендитник оставила Иркутский государственный университет, но продолжала преподавать в гимназии № 1 и печататься в периодических изданиях. В последние годы Надежды Степановны газета «Родная земля» опубликовала её новые статьи об иркутских писателях, а также размышления о положении в культуре и образовании.
Надежда Степановна воспитала несколько поколений учителей, писателей, учёных-филологов, редакторов, её студентами были Валентин Григорьевич Распутин и Александр Валентинович Вампилов.
Скончалась Надежда Степановна Тендитник 11 ноября 2003 года в городе Иркутске.

## Заслуги
- Медаль «Ветеран тыла».

- Знак Министерства культуры «За достижения в культуре».

- Кандидат филологических наук.

- Профессор.

- Грамота мэра Иркутска.

## Основные труды
- К вопросу о творческой истории эпопеи А. С. Серафимовича «Борьба» // Тр. Сер. ист.-филол. / Иркут. гос. ун-т. — 1956. — Т. 16, вып. 3. — С. 124—141.

- К вопросу об общественной сущности литературного творчества в наследии А. Серафимовича-критика // Тр. Ирк. Гос. ун-та им. А. А. Жданова. Сер. Литературоведения и критики. — Иркутск, 1959. — Вып. 2. — С. 39—62.

- Проблематика романа Ф. М. Достоевского «Игрок» // Тр. Ирк. Гос. ун-та им. А. А. Жданова. Сер. Литературоведения и критики. — Иркутск, 1959. — Вып. 1. — С. 71—90.

- Революция 1905 года разгромлена — да здравствует революция // Тр. Иркут. гос. ун.-та им. А. А. Жданова. Сер. Литературоведения и критики. — Иркутск, 1964. — Т. 33. — Вып. 4. — С. 11—28.

- А. В. Вампилов (р. 1937) // Литературная Сибирь. Писатели Восточной Сибири: [биобиблиогр. справ.]. — Иркутск, 1971. — С. 328—330: портр.

- Я. М. Алтаузен (1907—1942) // Там же. — С. 159—161: портр.

- Вяч. Полонский и некоторые проблемы творческого метода в критике 20-х годов // Проблемы становления социалистического реализма в русской и зарубежной литературе: сб. науч. тр. — Иркутск, 1972. — С. 3-12.

- В битве за человеческие сердца. Критические заметки. — Иркутск: Вост.-Сиб. кн. изд-во, 1975.

- Ответственность таланта: [О творчестве Валентина Распутина]. — Иркутск: Вост.-Сиб. кн. изд-во, 1978. — 111 с.

- Александр Вампилов. — Новосибирск: Зап.-Сиб. кн. изд-во, 1979.

- Советская проза 1950—1970-х годов: в 2 ч. — Иркутск: Изд-во ИГУ, 1980.

- Мастера. — Иркутск: Вост.-Сиб. кн. изд-во,1981.

- Судьба Сибири — личная судьба. О творчестве В. Распутина: литературная критика. — Красноярск: Изд-во Краснояр. ун-та, 1985. — 45 с. — (Поэтическое слово Сибири; вып. 1).

- Валентин Распутин: очерк жизни и творчества. — Иркутск: Изд-во Иркут. гос. ун-та, 1987. — 225 с.

- Перед лицом правды: Очерк жизни и творчества А. Вампилова. — Иркутск: Изд-во журнала «Сибирь» совместно с Товариществом «Письмена», 1987.

- Энергия писательского сердца: лит.-критич. очерки. — Иркутск: Вост.-Сиб. кн. изд-во, 1988. — 351 с.

- Русское религиозное сознание и формы его выражения в прозе В. Распутина // Лингвистика. Литературоведение. Журналистика: материалы юбил. науч. конф., окт. 1993 г. — Иркутск, 1994. — С. 89—93.

- Перед лицом правды: очерк жизни и творчества Александра Вампилова. — Иркутск: Изд-во журн. «Сибирь» совм. с т-вом «Письмена», 1997. — 142 с.: ил.

- Валентин Распутин. Колокола тревоги: очерк жизни и творчества. — М.: Голос, 1999. — 147, [2] с. , 25 л. ил., портр.

- На другом берегу… // Родная земля. — 2002. — 9 дек. (№ 46). — С. 17; 16 дек. (№ 47). — С. 7, 8; 30 дек. (№ 49). — С. 5, 6; 2003. — 26 февр. — С. 12—13; 29 марта. — С. 9.

- Для чести выбора нет: [последняя статья Н. С. Тендитник] // Родная земля. — 2003. — 1 дек. — С. 4. (О книге Л. Бородина «Без выбора»).

- Поле сражения писателя Станислава Китайского // Сибирь. — 2008. — № 1. — С. 191—203.